# ریو گرانده د سانتیاگو
ریو گرانده د سانتیاگو (به انگلیسی: Río Grande de Santiago) رودخانه‌ای است که در مکزیک جریان دارد.